# エリック・タングラディ
エリック・タングラディ（Eric Tangradi、1989年2月10日-）は、アメリカ合衆国ペンシルベニア州フィラデルフィア出身の元プロアイスホッケー選手。ポジションはレフト・ウィンガー。

## 経歴
2007年のNHLドラフト2巡目(全体42位)でアナハイム・ダックスから指名された。
2008年にはアメリカ代表のジュニアチームに選ばれてアイスホッケーU20世界選手権に出場した。
OHLのベルビル・ブルズで3シーズン過ごしたのち、2009年2月26日にアナハイム・ダックスのフォワード、クリス・クニッツと共にライアン・ウィットニーとのトレードを経てペンギンズに移籍、翌シーズンの最終戦2010年4月10日のニューヨーク・アイランダース戦でデビューした。
2011年2月11日のニューヨーク・アイランダース戦ではトレヴァー・ギリーズに数回に渡って殴られ脳震盪を起こしサイドラインに下がった。
2021年5月に現役引退を表明した。

## 詳細情報

### 通算成績
| 2006–07 | ベルビル・ブルズ               | OHL | 65 | 5  | 15 | 20 | 32 | 15 | 8 | 9  | 17 | 14 |
| 2007–08 | ベルビル・ブルズ               | OHL | 56 | 24 | 36 | 60 | 41 | 21 | 7 | 11 | 18 | 20 |
| 2008–09 | ベルビル・ブルズ               | OHL | 55 | 38 | 50 | 88 | 61 | 16 | 8 | 13 | 21 | 12 |
| 2009–10 | Wilkes-Barre/Scranton Penguins | AHL | 65 | 17 | 22 | 39 | 31 | 4  | 1 | 1  | 2  | 6  |
| 2009–10 | ピッツバーグ・ペンギンズ       | NHL | 1  | 0  | 0  | 0  | 0  | —  | — | —  | —  | —  |